# Østre Alle
|  | For andre betydninger se Østre Alle (flertydig). For gaden i København, se Øster Alle |
Østre Alle er en 3,7 kilometer lang og firesporet indfaldsvej, der forbinder Kridtsvinget og Nordjyske Motorvej med Aalborgs midtby, hvor den skal være med til at lede den tunge trafik uden om den sydlige del af byen. Vejen er også den eneste firesporede øst-vestgående trafikvej i Aalborgs midtby.

## Vejens forløb
Fra Kridtsvinget fra øst mod vest passerer Østre Alle (af større veje) Nyhavnsgade, Øster Sundby Vej, Østerbro-Hadsundvej, Langelandsgade, Samsøgade, Sohngårdsholmsvej-Bornholmsgade, Sønderbro, Håndværkervej og Dag Hammarskjølds Gade. Østre Alle ender i krydset Hobrovej-Kong Christians Alle-Vesterbro-Østre Alle. Der er fra Østre Alle således forbindelse til Vejgaard, Aalborg Midtby, Øgadekvarteret, Eternitten, Kærby, Hobrovejskvarteret og Hasseris.